# Liste der Biografien/Bruf
Liste der Biografien |
Portal Biografien |
Personensuche
# |
A |
B |
C |
D |
E |
F |
G |
H |
I |
J |
K |
L |
M |
N |
O |
P |
Q |
R |
S |
T |
U |
V |
W |
X |
Y |
Z |
?
 
Ba |
Be |
Bd |
Bg |
Bh |
Bi |
Bj |
Bl |
Bm |
Bn |
Bo |
Br |
Bs |
Bu |
Bw |
By |
Bz
 
Bra |
Brc |
Brd |
Bre |
Brg |
Bri |
Brj |
Brk |
Brl |
Brn |
Bro |
Brp–Brt |
Bru |
Brv |
Bry |
Brz
 
Brua |
Brub |
Bruc |
Brud |
Brue |
Bruf |
Brug |
Bruh |
Brui |
Bruj |
Bruk |
Brul |
Brum |
Brun |
Brup |
Brur |
Brus |
Brut |
Bruu |
Bruv |
Bruw |
Brux |
Bruy |
Bruz
Die Liste der Biografien führt alle Personen auf, die in der deutschsprachigen Wikipedia einen Artikel haben. Dieses ist eine Teilliste mit 7 Einträgen von Personen, deren Namen mit den Buchstaben „Bruf“ beginnt.

## Bruf

### Brufa
- Brufau Maciá, Jaime (1922–1996), spanischer römisch-katholischer Ordensgeistlicher, Bischof von San Pedro Sula
- Brufau, Antonio (* 1948), spanischer Manager
- Brufau, Dèlia (* 1998), spanische Schauspielerin

### Bruff
- Bruffee, Kenneth (1934–2019), US-amerikanischer Anglist, Hochschullehrer

### Brufl
- Bruflot, Sandra (* 1991), norwegische Politikerin

### Brufo
- Bruford, Bill (* 1949), britischer SchlagzeugerBill Bruford (* 1949)

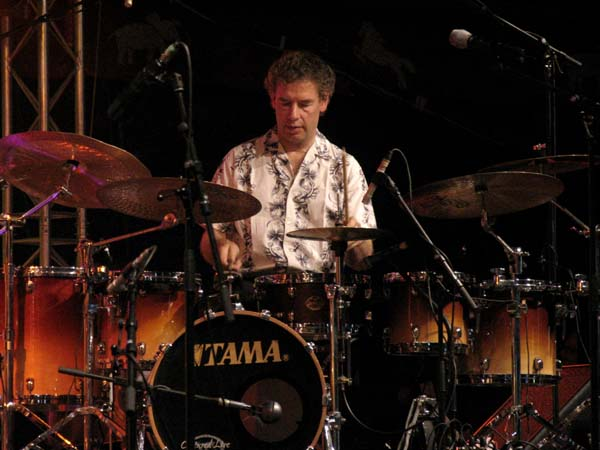
Bill Bruford (* 1949)

- Bruford, Walter Horace (1894–1988), britischer Germanist